# Manitoba Hockey League
La Manitoba Hockey League (MHL) est une ligue de hockey sur glace du Canada de la fin du XIXe et du début du XXe siècle. La ligue débute en 1892 avec le statut amateur puis devient professionnelle en 1905 avant de retrouver son statut amateur en 1909 jusqu'à sa disparition en 1923. Deux équipes de la ligue ont remporté la Coupe Stanley : les Victorias de Winnipeg et les Thistles de Kenora. Trois autres équipes ont concouru pour le trophée sans le gagner : les Wheat Cities de Brandon, les Maple Leafs de Winnipeg et le Rowing Club de Winnipeg. Certaines équipes ont remporté la Coupe Allan : le Hockey Club de Winnipeg, les Falcons de Winnipeg, les Monarchs de Winnipeg et les Victorias de Winnipeg.
La ligue a porté plusieurs noms au cours de son histoire : créée sous le nom de Manitoba Hockey Association, elle devient la Manitoba Professional Hockey League (MPHL) puis la Manitoba Hockey League (MHL).

## Histoire
La Manitoba Hockey Association est créée le 11 novembre 1892 afin d'organiser le hockey sur glace au Manitoba. En 1904, la ligue absorbe la Manitoba & Northwestern Hockey Association et intègre les Thistles de Rat Portage de la province de l'Ontario. En 1905, la ligue devient professionnelle et est renommée Manitoba Professional Hockey League, nom qu'elle conserve jusqu'en 1909 quand plusieurs équipes sont dissoutes. La ligue redevient alors amateur et devient la Manitoba Hockey League dont les équipes sont autorisées à concourir pour la Coupe Allan.

## Saisons
| Saison  | Équipes | Champion                                               |
| ------- | --- | ------------------------------------------------------ |
| 1892–93 | Rifles de Fort Osborne, Hockey Club de Winnipeg, Victorias de Winnipeg                                                         | Victorias de Winnipeg                                  |
| 1893–94 | Dragoons de Winnipeg, Hockey Club de Winnipeg, Victorias de Winnipeg                                                           | Victorias de Winnipeg                                  |
| 1894–95 | Hockey Club de Winnipeg, Victorias de Winnipeg                                                                                 | Victorias de Winnipeg                                  |
| 1895–96 | Hockey Club de Winnipeg, Victorias de Winnipeg                                                                                 | Victorias de Winnipeg - Vainqueurs de la Coupe Stanley |
| 1896–97 | Hockey Club de Winnipeg, Victorias de Winnipeg                                                                                 | Victorias de Winnipeg                                  |
| 1897–98 | Hockey Club de Winnipeg, Victorias de Winnipeg                                                                                 | Victorias de Winnipeg                                  |
| 1898–99 | Hockey Club de Winnipeg, Victorias de Winnipeg                                                                                 | Victorias de Winnipeg                                  |
| 1899–00 | Hockey Club de Winnipeg, Victorias de Winnipeg                                                                                 | Victorias de Winnipeg                                  |
| 1900–01 | Hockey Club de Winnipeg, Victorias de Winnipeg                                                                                 | Victorias de Winnipeg - Vainqueurs de la Coupe Stanley |
| 1901–02 | Hockey Club de Winnipeg, Victorias de Winnipeg                                                                                 | Victorias de Winnipeg                                  |
| 1902–03 | Rowing Club de Winnipeg, Victorias de Winnipeg                                                                                 | Rowing Club de Winnipeg                                |
| 1903–04 | Rowing Club de Winnipeg, Victorias de Winnipeg                                                                                 | Rowing Club de Winnipeg                                |
| 1904–05 | Wheat Cities de Brandon, Cities de Portage la Prairie, Thistles de Rat Portage, Rowing Club de Winnipeg, Victorias de Winnipeg | Thistles de Rat Portage                                |
| 1905–06 | Wheat Cities de Brandon, Cities de Portage la Prairie, Thistles de Kenora, Rowing Club de Winnipeg, Victorias de Winnipeg      | Thistles de Kenora                                     |

| Saison  | Équipes | Champion                                            |
| ------- | --- | --------------------------------------------------- |
| 1906–07 | Wheat Cities de Brandon, Thistles de Kenora, Cities de Portage la Prairie, Strathconas de Winnipeg                          | Thistles de Kenora - Vainqueurs de la Coupe Stanley |
| 1907–08 | Wheat Cities de Brandon, Thistles de Kenora, Cities de Portage la Prairie, Maple Leafs de Winnipeg, Strathconas de Winnipeg | Maple Leafs de Winnipeg                             |
| 1908–09 | Hockey Club de Winnipeg, Maple Leafs de Winnipeg, Shamrocks de Winnipeg                                                     | Shamrocks de Winnipeg                               |

| Saison           | Équipes | Champion                                                  |
| ---------------- | --- | --------------------------------------------------------- |
| 1908-09          | Capitals de Winnipeg, Varsity de Winnipeg, Victorias de Winnipeg                                                                              | Victorias de Winnipeg                                     |
| 1909-10          | Capitals de Winnipeg, Varsity de Winnipeg, Victorias de Winnipeg                                                                              | Varsity de Winnipeg                                       |
| 1910-11          | Monarchs de Winnipeg, Varsity de Winnipeg, Victorias de Winnipeg                                                                              | Victorias de Winnipeg - Vainqueurs de la Coupe Allan      |
| 1911-12          | Monarchs de Winnipeg, Varsity de Winnipeg, Victorias de Winnipeg                                                                              | Victorias de Winnipeg - Vainqueurs de la Coupe Allan      |
| 1912-13          | Hockey Club de Winnipeg, Varsity de Winnipeg, Victorias de Winnipeg                                                                           | Hockey Club de Winnipeg - Vainqueurs de la Coupe Allan    |
| 1914-15          | Monarchs de Winnipeg, Varsity de Winnipeg, Victorias de Winnipeg                                                                              | Monarchs de Winnipeg - Vainqueurs de la Coupe Allan       |
| 1915-16 A        | 61st Battalion de Winnipeg, Monarchs de Winnipeg, Soldiers de Winnipeg                                                                        | 61st Battalion de Winnipeg - Vainqueurs de la Coupe Allan |
| 1915-16 B        | Falcons de Winnipeg, Hockey Club de Winnipeg, Victorias de Winnipeg                                                                           | Monarchs de Winnipeg                                      |
| 1918-19          | Wheat Cities de Brandon, Fishermen de Selkirk, Argonauts de Winnipeg, Monarchs de Winnipeg                                                    | Fishermen de Selkirk                                      |
| 1919-20 Manitoba | Wheat Cities de Brandon, Fishermen de Selkirk, Falcons de Winnipeg                                                                            | Falcons de Winnipeg - Vainqueurs de la Coupe Allan        |
| 1919-20 Winnipeg | Hockey Club de Winnipeg, Monarchs de Winnipeg, Victorias de Winnipeg                                                                          | Hockey Club de Winnipeg                                   |
| 1920-21 Manitoba | Wheat Cities de Brandon, Falcons de Winnipeg, Hockey Club de Winnipeg                                                                         | Wheat Cities de Brandon                                   |
| 1921-22 Manitoba | Wheat Cities de Brandon, Fishermen de Selkirk, Falcons de Winnipeg, Hockey Club de Winnipeg                                                   | Wheat Cities de Brandon                                   |
| 1921-22 Winnipeg | Monarchs de Winnipeg, Tigers de Winnipeg, Varsity de Winnipeg, Victorias de Winnipeg                                                          | Victorias de Winnipeg                                     |
| 1922-23 Manitoba | Wheat Cities de Brandon, Beavers de Fort William, Bearcats de Port Arthur, Fishermen de Selkirk, Falcons de Winnipeg, Hockey Club de Winnipeg | Wheat Cities de Brandon                                   |